# VEB Novotex
Der VEB Novotex war ein volkseigener Industriebetrieb der DDR. Der Hauptsitz war in Greiz in Thüringen. Der Betrieb entstand am 1. Januar 1953 durch den Zusammenschluss von ehemaligen Seiden- bzw. Woll- und Seidenwebereien in Greiz und Umgebung und existierte bis 1970.

## Geschichte
Nachdem in der DDR von 1945 bis 1949 alle großen Textilbetriebe enteignet wurden, versuchte man Firmen, die gleiche oder ähnliche Waren herstellten, zusammenzuschließen. Im Bereich der Seide und Kunstseide verarbeitenden Webereien im Raum Greiz entstand dadurch am 1. Januar 1953 der VEB Novotex. In ihm wurden folgende Firmen vereinigt:
- Werk I:   ehemals Hermann Dietel in Greiz
- Werk II:  ehemals Otto & Vaupel in Mohlsdorf
- Werk III: ehemals Ernst Engländer in Berga/Elster
- Werk IV:  ehemals Ernst Engländer in Creuzburg
- Werk V:   ehemals Gebr. Albert in Greiz

Der größte Betriebsteil war die ehemalige Seidenweberei von Ernst Engländer in Berga. Der VEB Novotex beschäftigte min. 2.500 Menschen. Am 1. April 1970 wurden im Zuge der Neustrukturierung der Betriebe und Kombinate in der DDR die bisher im VEB Novotex enthaltenen Firmen in den VEB Greika Werke III und IV neu eingegliedert und der VEB Novotex aufgelöst.